# Culundiu
Culundiu (em francês: Kouloundiou/Couloundiou) foi cuntigui (comandante-em-chefe) em Quenedugu durante o reinado do fama Babemba (r. 1893–1889). Sob Babemba, tornar-se-ia chefe de Natié.

## Vida
Em 1894, participou na expedição bem-sucedida ao lado de Babemba, Bembanitieni e Queletigui para resgatar Uairimé de Nielé. Em 1896, participou da expedição bem-sucedida contra a vila de Mussodugu, ao norte do país dos turcas. Em 1898, participou no cerco franceses de Sicasso. Durante o cerco, Babemba, acompanhado por 1 000 cavaleiros sob Fô, Culundiu, Bembanitieni e Farabalai, tentou uma investida na direção do bivaque francês.